# HeartCatch Pretty Cure! - Un lupo mannaro a Parigi
HeartCatch Pretty Cure! - Un lupo mannaro a Parigi (映画 ハートキャッチプリキュア！ 花の都でファッションショー⋯ ですか！？?, Eiga Hātokyatchi Purikyua! Hana no miyako de fasshon shō… desu ka!?, lett. "HeartCatch Pretty Cure! - Il film: Sfilata di moda nella capitale dei fiori… davvero!?") è un film del 2010 diretto da Rie Matsumoto.
È il nono film d'animazione tratto dal franchise Pretty Cure di Izumi Tōdō e l'unico relativo alla settima serie HeartCatch Pretty Cure!.

## Trama
Le Pretty Cure vanno a Parigi per partecipare alla sfilata di moda della nuova linea di abiti creata dalla mamma di Erika. Nella capitale francese si trovano ad affrontare il Barone Salamandra, primo Messaggero del Deserto, liberato dal confinamento nella cappella di Mont Saint-Michel, dove era stato intrappolato quattrocento anni prima dalla prima Pretty Cure, Cure Anje. A donargli la libertà è stato un ragazzino, chiamato poi Olivier da Tsubomi, che, dopo aver viaggiato per tutto il mondo con il Barone, ha deciso di ribellarsi a lui e ai suoi piani di distruzione sottraendogli la pietra che racchiude il suo potere. Le Pretty Cure scoprono che Olivier è un lupo mannaro e cercano di tenerlo lontano da Salamandra che l'ha solo ingannato e sfruttato ed ora ne reclama il ritorno al suo fianco. Nel profondo, però, Olivier è affezionato al Barone e, dopo aver trascorso del tempo insieme a Tsubomi e le altre, durante una notte di luna piena, subisce la completa metamorfosi in lupo mannaro e si ricongiunge a lui. Le Leggendarie Guerriere accorrono in suo soccorso, tuttavia il ragazzino non le riconosce e tenta di eliminarle, fino a quando Cure Blossom, determinata a non combatterci contro, riesce a farlo tornare in sé. Il Barone Salamandra, sentendosi abbandonato anche da Olivier, perde il controllo e si trasforma in un gigantesco drago che inizia a distruggere ogni cosa, ma viene fermato grazie al potere del Miraggio HeartCatch e a quello dei Fiori del Cuore di Olivier e di tutte le persone del mondo. Il Barone Salamandra, purificato dal potere delle Pretty Cure, diventa un essere umano e anche Olivier ritorna ad essere un ragazzo normale; ormai consapevoli di non essere più soli, ma di poter contare l'uno sull'altro, i due decidono di intraprendere insieme un nuovo viaggio intorno al mondo, non più alla vuota ricerca di potere, ma di altre persone meravigliose come le quattro ragazze che hanno illuminato il loro cammino.

## Personaggi esclusivi del film
Loup-garou (ルー・ガルー?, Rū Garū) / Olivier (オリヴィエ?, Orivie)
Un ragazzino che le Pretty Cure incontrano a Parigi, quando aveva cinque anni si perse a Mont Saint-Michel, dove trovò il sigillo del Barone Salamandra e lo spezzò. Credendo che il Barone avrebbe cercato sua madre, si unì a lui, ma le ambizioni del Barone lo trasformarono in un lupo mannaro. Tenta di far desistere il Barone, ormai accecato dall'odio, dal distruggere il mondo e, per questo, si unisce alle Pretty Cure. Il nome Olivier gli viene dato da Tsubomi per il suo Fiore del Cuore, l'Osmanthus arancione: precedentemente, Salamandra lo chiama Loup-garou, che in francese significa "lupo mannaro". È piuttosto timido e, nel profondo, è affezionato al Barone e gli vuole bene.
Barone Salamandra (サラマンダー男爵?, Saramandā-danshaku)
È il primo dei Messaggeri del Deserto, che, volendo scoprire il motivo della propria esistenza, è stato bandito da Dune. È stato poi sigillato a Mont Saint-Michel da Cure Anje, dove ha meditato vendetta sia contro le Pretty Cure che contro Dune per quattrocento anni, prima di essere liberato per caso da Olivier. Ha deciso di distruggere il mondo per far pagare a tutti il dolore della sua solitudine, ma per farlo ha bisogno della pietra rubatagli da Olivier, che racchiude gran parte del suo potere. La sua vera forma è quella di un drago alato, sconfitta dalle Pretty Cure. È l'artefice della trasformazione del professor Tsukikage nel Professor Sabaku.
Cure Anje (キュアアンジェ?, Kyua Anje)
La prima Pretty Cure, ha sigillato il Barone Salamandra a Mont Saint-Michel quattrocento anni prima. Molto più potente delle Pretty Cure attuali, è collegata all'Albero del Cuore e alla creazione del Palazzo delle Pretty Cure e del Miraggio HeartCatch.

## Oggetti magici
Miracle Flower Light (ミラクルフラワーライト?, Mirakuru Furawā Raito)
È una piccola torcia che proietta un fascio di luce, al cui interno è presente il simbolo di un fiore. Trasforma il coraggio in potere per le Pretty Cure, consentendo loro di completare l'attacco finale contro il Barone Salamandra.
In Giappone, quando è uscito il film, le Miracle Flower Light sono state realmente distribuite al pubblico nelle sale per incitare le Pretty Cure durante la visione.

## Luoghi
Parigi (パリ?, Pari)
Definita da Tsubomi la città dei fiori, Parigi è la capitale della Francia.

## Colonna sonora
| Nº | Titolo CD | Numero tracce | Data uscita      |
| -- | --- | ------------- | ---------------- |
| 1  | Alright! HeartCatch Precure! for the Movie / Tomorrow Song ~Ashita no uta~ for the Movie (Ａｌｒｉｇｈｔ！ハートキャッチプリキュア！ ｆｏｒ ｔｈｅ Ｍｏｖｉｅ／Ｔｏｍｏｒｒｏｗ Ｓｏｎｇ ～あしたのうた～ ｆｏｒ ｔｈｅ Ｍｏｖｉｅ?) | 4             | 27 ottobre 2010  |
| 2  | Eiga HeartCatch Precure! - Hana no miyako de fashion show… desu ka!? - Original Soundtrack (映画 ハートキャッチプリキュア！ 花の都でファッションショー⋯ ですか！？ オリジナル・サウンドトラック?)                                    | 34            | 27 ottobre 2010  |
| 3  | Precure eiga shudaika Collection (プリキュア映画主題歌コレクション?) | 20            | 16 febbraio 2011 |

### Sigle
Le sigle originali di apertura e di chiusura sono composte da Hideaki Takatori con i testi di Sumiyo Mutsumi. La sigla italiana, invece, con testo di Valerio Gallo Curcio, segue lo stesso arrangiamento della sigla di testa giapponese, sia in apertura che in chiusura.
Sigla di apertura
- Alright! HeartCatch Precure! for the Movie (Ａｌｒｉｇｈｔ！ハートキャッチプリキュア！ ｆｏｒ ｔｈｅ Ｍｏｖｉｅ?), cantata da Aya Ikeda con HeartCatch Precure (Nana Mizuki, Fumie Mizusawa, Hōko Kuwashima, Aya Hisakawa)

Sigla di chiusura
- Tomorrow Song ~Ashita no uta~ for the Movie (Ｔｏｍｏｒｒｏｗ  Ｓｏｎｇ ～あしたのうた～ ｆｏｒ ｔｈｅ Ｍｏｖｉｅ?), cantata da Mayu Kudō con HeartCatch Precure

Sigla di apertura e di chiusura italiana
- 2ª versione italiana di Alright! HeartCatch Precure!, cantata da Noemi Smorra

## Distribuzione

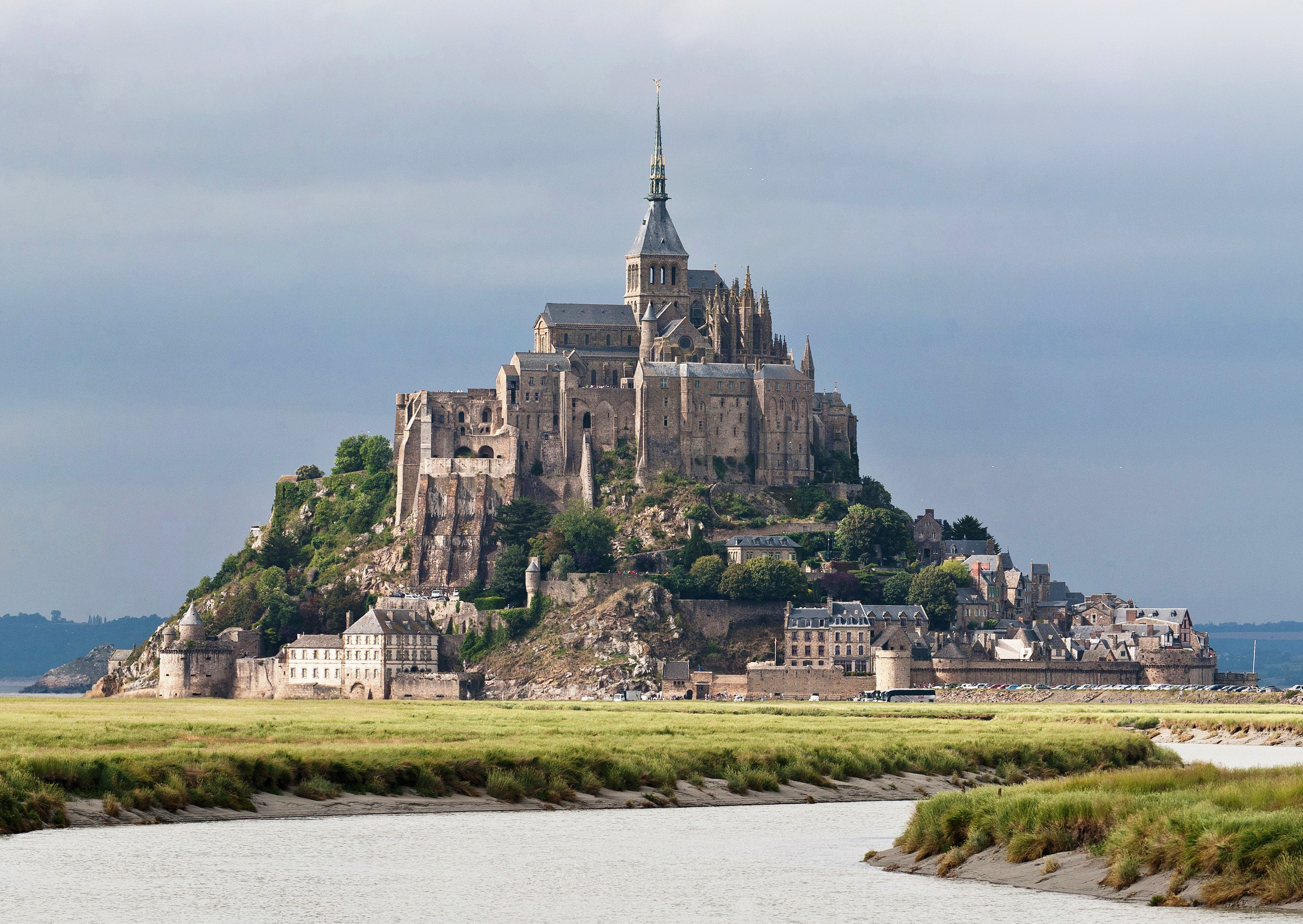
La celebre abbazia Mont Saint-Michel, Francia, che compare anche nel film

Il film è stato proiettato per la prima volta nelle sale cinematografiche giapponesi il 30 ottobre 2010. Il DVD e il Blu-ray sono usciti il 16 marzo 2011.
È stato presentato in Francia, sebbene non fosse stata precedentemente trasmessa nessuna serie dell'anime, il 26 gennaio 2011 in anteprima europea durante la Fashion Week con l'intento di far conoscere l'anime al mondo dell'editoria, della televisione e del merchandising francese, per poter in seguito contemplare un'eventuale acquisizione dei diritti delle altre serie. Nell'edizione francese del film, il cui titolo è HeartCatch Pretty Cure! - Mission défilé à Paris, Tsubomi si chiama Flora, per Erika è stata adottata la variante europea del suo nome (Erica), Itsuki è stata chiamata Anna e Yuri è diventata Julia. Anche i nomi degli altri personaggi sono stati modificati e gli attacchi sono tradotti in francese. La sigla adottata è in francese, con la stessa musica della sigla di testa originale. Il film è stato anche trasmesso in occasione dell'Animevolution Festival, tenutosi a Stoccolma dal 22 settembre al 9 ottobre 2011.
In Italia i diritti sono stati acquistati dalla Rai, che lo ha trasmesso l'8 settembre 2013 su Rai 2. Il doppiaggio è stato curato da La BiBi.it e la direzione del doppiaggio è di Paola Majano. Nel film è stata tagliata una scena durante il flashback sulla storia di Olivier, dove lui da bambino prega in cattedrale e sente la voce del Barone che lo invita a liberarlo.
È stato trasmesso a Taiwan il 30 luglio 2013 con il titolo Guāng zhīměi shàonǚ tiánmì tiānshǐ! diànyǐng bǎn - huā zhī dū shíshàng dà zuòzhàn (光之美少女 甜蜜天使！電影版－花之都時尚大作戰S, lett. "Le Ragazze della Luce dolci angeli! il film - La grande battaglia nella capitale dei fiori e della moda").

## Accoglienza
Nella settima settimana, il film ha guadagnato un totale di 10.494.473 dollari. L'incasso totale è di 930 milioni di yen circa.
Dopo la proiezione del film in Francia, il direttore di Animeland ha affermato di essere rimasto colpito dall'ottima rappresentazione di Parigi. Fu inoltre nominato ai Kidscreen Awards 2012 nella categoria Best One-off, Special or TV Movie, ma il premio è stato infine assegnato a Wapos Bay: Long Goodbyes.

## Altri adattamenti
Dal film è stato tratto un anime comic pubblicato da Ichijinsha il 28 dicembre 2010 con ISBN 978-4758012072.